# Gouldelfe
Die Gouldelfe (Lophornis gouldii) ist eine Vogelart aus der Familie der Kolibris (Trochilidae), die in Brasilien und Bolivien vorkommt. Der Bestand wird von der IUCN als „gefährdet“ (vulnerable) eingeschätzt.

## Merkmale
Die Gouldelfe erreicht eine Körperlänge von etwa 6,8 bis 7,6 cm bei einem Gewicht zwischen ca. 2,4 und 2,8 g. Das Männchen hat einen roten geraden Schnabel mit schwarzer Spitze. Der vordere Oberkopf glitzert golden grün, der dunkle Kamm ist rötlich braun. Der Rest der Oberseite ist bronzegrün mit einem weißen Band über den Bürzel. Die Kehle glitzert smaragdgrün, die länglichen, haarähnlichen Büschel sind weiß mit grünen Flecken. Der Rest der Unterseite ist gräulich grün. Die zentralen bronzegrünen Steuerfedern und die restlichen rötlich braunen Schwanzfedern mit bronzegrünen Spitzen und Säumen bilden eine quadratische Schwanzform. Dem Weibchen fehlen die Büschel und der Kamm. Sonst ähnelt es auf der Oberseite dem Männchen, hat aber eine etwas stärkere Bronzetönung. Die Kehle ist rötlich braun, der Rest der Unterseite hat eine ausgewaschene gräulich grüne Färbung. Der quadratische Schwanz ist dunkel bronzefarben, eine Farbe die  Richtung Ende ins rötliche Braun übergeht. Jungvögel ähneln in der Färbung den Weibchen.

## Verhalten und Ernährung
Über Nektar, den die Gouldelfe bezieht, gibt es keine gesicherten Daten. Es wird vermutet, dass sie ähnliche Blüten wie die Schmuckelfe anfliegt. Als sogenannter Trapliner fliegt sie regelmäßig in rascher Folge ganz bestimmte verstreute Blüten an.

## Lautäußerungen
Meist ist die Gouldelfe leise. Sie gibt bei der Nahrungsaufnahme ein kurzes tsip von sich. Ihr Flügelschlagen klingt ähnlich wie das der Bienen.

## Fortpflanzung
Die Brutsaison der Gouldelfe geht von Dezember bis April. Das Nest ist ca. 15 mm hoch. Der Außenradius beträgt ca. 30 mm, der Innenradius ca. 22 mm. Die ca. 0,35 g schweren Eier sind ca. 12 × 8 mm groß. Die Brutdauer beträgt 14 Tage und die Ausbrut erfolgt durch das Weibchen. Nach 22 Tagen werden die Nestlinge flügge.

## Verbreitung und Lebensraum

Verbreitungsgebiet der Gouldelfe

Gouldelfen bewegen sich vorzugsweise an Waldrändern, in Savannen und Cerrados in Höhen zwischen Meeresspiegel und 800 Metern.

## Systematik
Die Art ist monotypisch.

## Migration
Die Gouldelfe ist wahrscheinlich ein Standvogel. Nähere Informationen zu ihrem Zugverhalten sind nicht erforscht.

## Etymologie und Forschungsgeschichte

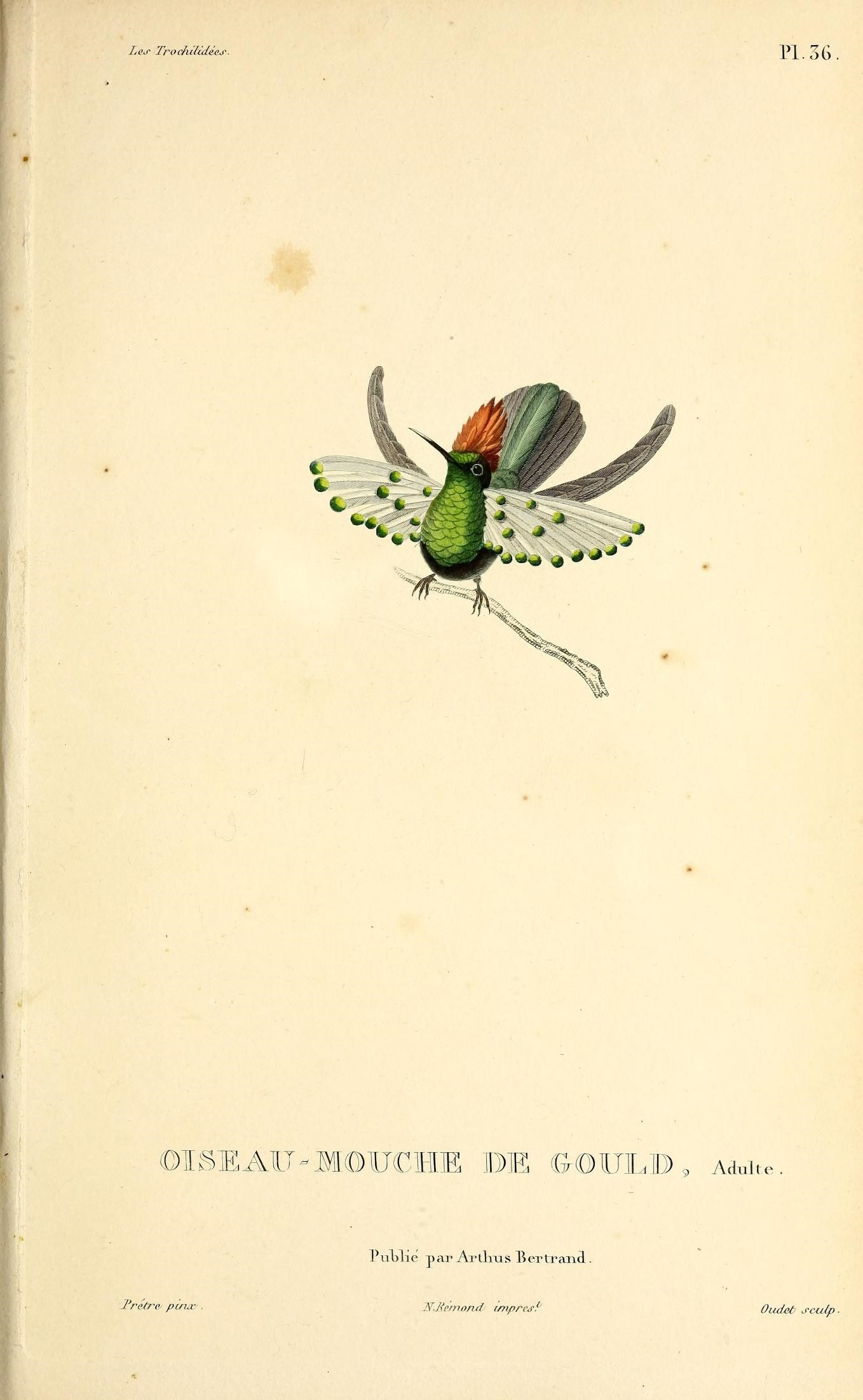
Gouldelfe illustriert von Jean-Gabriel Prêtre als Teil der Erstbeschreibung

Die Erstbeschreibung der Gouldelfe erfolgte 1832 durch René Primevère Lesson unter dem wissenschaftlichen Namen Ornismya gouldii. Lesson hatte von Charles Stokes (1783–1853) eine Zeichnung eines Exemplars aus der Sammlung von George Loddiges (1786–1846) bekommen, auf der diese Beschreibung basiert. Woher das Typusexemplar stammte, war Lesson nicht bekannt. 1829 führte Lesson die neue Gattung Lophornis u. a. für die Schmuckelfe ein. Lophornis setzt sich aus den griechischen Wörtern λόφος lóphos für „Helmbusch, (Hahnen-)Kamm“ und όρνις órnis für „Vogel“ zusammen. Der Artname gouldii ist John Gould, dem Autor von A Century of Birds from the Himalaya Mountains, gewidmet.